# قائمة المهرجانات في فيجي
تعكس العطلات الرسمية في دولة فيجي تنوعاً ثقافيا في البلاد. حيث كل دين رئيسي في دولة فيجي لديه عطلة عامة مخصصة له. كما تضم المدن والبلدات والقرى الرئيسية في فيجي كرنفالات سنوية وموسمية، وتسمى عادتا بالمهرجانات أو بالكرنفالات، عادةً ما تُسمى باسم شيء ذات صلة بالمدينة أو البلدة، مثل مهرجان السكر في لاوتوكا، حيث يعتبر إنتاج السكر هو أكبر وأهم صناعة تاريخية شهدتها مدينة لاوتوكا.
عادة ما يتم نقل أيام العطل الرسمية التي تقع في عطلة نهاية الأسبوع إلى يوم الجمعة من الأسبوع السابق لها أو يوم الاثنين من الأسبوع التالي. وهذا يشمل الأعياد الدينية أيضًا والاحتفالات والمهرجانات والكرنفالات، برغم أنها في جوهرها يتم الاحتفال بها في اليوم الفعلي لها.

## قائمة المهرجانات والأيام الهامة في فيجي
| تاريخ                                                                       | مهرجان                    | ملاحظات |
| --------------------------------------------------------------------------- | ------------------------- | --- |
| 1 يناير                                                                     | يوم السنة الجديدة         | يمكن أن تستمر الاحتفالات لمدة أسبوع، أو حتى شهر، في بعض المناطق. من الممارسات الشائعة في فيجي التغلب على الطبول والاستحمام بالماء. تقام الألعاب النارية وحفل الشارع السنوي في قلب سوفا، عاصمة الأمة، للترحيب بالعام الجديد وهي واحدة من أكبر احتفالات العام الجديد في جنوب المحيط الهادئ.                       |
| فبراير / مارس                                                               | هولى                      | "مهرجان الألوان" الهندوسي (ليس عطلة عامة). |
| مارس / أبريل                                                                | رام نعومي                 | احتفال هندوسي بمولد اللورد راما (وليس عطلة عامة). |
| مارس / أبريل                                                                | عيد الفصح                 | مهرجان مسيحي رئيسي الجمعة (الجمعة العظيمة) والأحد (عيد الفصح الأحد) كلاهما أيام رسمية رسمية. هناك أيضا عطلة عامة في عيد الفصح الاثنين، الاثنين بعد عيد الفصح. |
| مارس / أبريل                                                                | النخيل الاحد              | يحتفل به أيضًا يوم الأحد للأطفال من قبل الميثوديين في فيجي (وليس عطلة عامة). |
| قد                                                                          | راتو سيدي لالا سوكونا داي | تبدأ الاحتفالات تكريما لأول رجل دولة حديث في فيجي بالفعل في وقت مبكر من الأسبوع. يتم الاحتفال به دائمًا تقريبًا في يوم جمعة. كان هذا في السابق عطلة عامة، لكن الحكومة المؤقتة المدعومة من الجيش ألغتها بعد الانقلاب العسكري في عام 2006.                                                                          |
| 4 مايو                                                                      | اليوم الوطني للشباب       | عطلة عامة تحتفل بشباب فيجي. |
| 11 يونيو                                                                    | عيد ميلاد الملكة          | عيد الميلاد الرسمي للملكة إليزابيث الثانية، ملكة فيجي السابقة، لا يزال يتم الاعتراف بها من قبل الزعماء على أنها توي توي، أو رئيس باراماونت في فيجي. |
| في وقت ما في النصف الأول من العام واستنادا إلى التقويمات الإسلامية والقمرية | عيد الفطر                 | احتفال المسلم بعد رمضان. العطلة العامة ليست في يوم الاحتفال الفعلي بسبب عدم إمكانية التنبؤ بمظهر القمر التي تشير إلى اليوم. |
| أغسطس                                                                       | مهرجان بولا               | احتفل في نادي |
| أغسطس                                                                       | كرنفال كركديه / مهرجان    | احتفل في سوفا |
| سبتمبر                                                                      | مهرجان السكر              | احتفل في لاتوكا |
| أغسطس                                                                       | مهرجان الشمال الودي       | يحتفل به في لاباسا |
| سبتمبر                                                                      | مهرجان ساحل المرجان       | احتفل في سيجاتوكا |
| 10 أكتوبر                                                                   | يوم فيجي                  | الذكرى السنوية لتنازل فيجي إلى المملكة المتحدة في عام 1874 وتحقيق الاستقلال في عام 1970. يُطلق على الأسبوع الذي يسبق يوم فيجي أسبوع فيجي، وهو أسبوع الاحتفالات الدينية والثقافية التي تحتفل بتنوع البلاد. |
| أكتوبر / نوفمبر                                                             | ديوالي                    | "مهرجان الأنوار" الهندوسي، تكريما لاكشمي، إلهة الثروة والازدهار. العطلة العامة هي يوم من الألوان والاحتفال بين جميع الأعراق والمذاهب في فيجي، ليس بمعناها الديني بل لجوانبها الاحتفالية والثقافية. عادة ما يفتح Hindus في فيجي منازلهم للعائلات الأخرى للمشاركة في الحلويات والأطعمة التقليدية لديوالي في فيجي. |
| 6 نوفمبر                                                                    | موسيقى                    | السماء الزرقاء فيجي "مهرجان الموسيقى" يستأجر جزيرة استوائية لمهرجان الموسيقى الدولي. |
| 26 ديسمبر                                                                   | يوم الملاكمة              | اليوم بعد عيد الميلاد. |